# Halina Zgółkowa
Halina Maria Bułczyńska-Zgółkowa (ur. 24 lutego 1947 w Babimoście) – profesor językoznawstwa na Uniwersytecie Adama Mickiewicza w Poznaniu.

## Przebieg kariery
Ukończyła Liceum Pedagogiczne w Sulechowie, a następnie w 1971 polonistykę na Uniwersytecie Adama Mickiewicza w Poznaniu. Pracę rozpoczęła jako nauczycielka w Państwowej Szkole Muzycznej nr 3 w Poznaniu, a następnie w Liceum Muzycznym im. M. Karłowicza. Na uniwersytecie rozpoczęła pracę w 1973, gdzie od początku pracowała w Zakładzie Języka Polskiego Instytutu Filologii Polskiej. W 1978 uzyskała doktorat, broniąc pracę poświęconą funkcjom przyimków i wyrażeń przyimkowych. W 1987 uzyskała habilitację, przedstawiając rozprawę na temat ilościowej charakterystyki słownictwa współczesnej polszczyzny. Od 1999 jest profesorem nadzwyczajnym, a od 2003 profesorem zwyczajnym. Od 1999 jest kierowniczką Zakładem Retoryki, Pragmalingwistyki i Dziennikarstwa, którego jest twórczynią.
Dziedzina badań Haliny Zgółkowej to zagadnienia współczesnej polszczyzny, zwłaszcza leksyka i pokoleniowe zróżnicowanie języka. W swych pracach naukowych skupiała się na języku dzieci i młodzieży. Bada słownictwo różnych odmian polszczyzny, jest również czynnym leksykografem. Jest jurorką konkursów Mistrz Mowy Polskiej i innych krasomówczych.

## Wybrane prace
- Czym język za młodu nasiąknie (1986)
- Słownik gwary uczniowskiej (wraz z Katarzyną Czarnecką)
- Świat w dziecięcych słowach (1992)
- Słownik minimum języka polskiego (1992)
- Językowy savoir-vivre (1992) (wraz z Tadeuszem Zgółką)
- Listy polskich dzieci do Pana Boga (1994)
- Praktyczny słownik współczesnej polszczyzny (redakcja) 1994–2005
- Podstawowy słownik współczesnej polszczyzny (2008)

## Nagrody
- Złoty Krzyż Zasługi
- Nagroda i medal im. W. Doroszewskiego Pro Patria et Lingua
- Zasłużony dla miasta Poznania
- Srebrny medal „Labor omnia vincit” Towarzystwa im. Hipolita Cegielskiego.

## Życie prywatne
Żona profesora Tadeusza Zgółki, matka Anny (flecistki) i Mikołaja (skrzypka).